# Maynor Figueroa
Máynor Alexis Figueroa Róchez (Jutiapa, Atlántida, Honduras, 2 de mayo de 1983) es un exfutbolista hondureño, jugaba como lateral izquierdo o defensa central, actualmente es Scouting en la Selección de Honduras. Fue internacional con la selección de Honduras, donde disputó más de 100 encuentros. 

## Trayectoria

### Inicios
Comenzó su carrera en la ciudad de La Ceiba, Honduras, jugando para el Club Deportivo Victoria. Posteriormente, Maynor pasó a las filas del Club Deportivo Olimpia de Tegucigalpa, donde destacó obteniendo varios títulos de Liga Nacional de Fútbol de Honduras. Con este equipo jugó 156 partidos y anotó ocho goles en los torneos Apertura 2002-03, y el Apertura 2007-08.

### Wigan Athletic
El Wigan Athletic de la Liga Premier de Inglaterra, le brindó la oportunidad de probarse con el primer equipo. Luego de una prueba de 15 días, terminó por convencer al entrenador Steve Bruce y en enero del 2008 el jugador pasó a formar parte de las filas de este equipo inglés.
Definido como un jugador veloz, fuerte y potente por el entrenador Steve Bruce, Maynor tuvo la oportunidad de debutar el 5 de abril de 2008, en la victoria por parte del Wigan Athletic (2-0) sobre el Birmingham. Entró al terreno de juego al minuto 90 en sustitución de Josip Skoko. Luego de ese encuentro, se mantuvo activo en las reservas del Wigan. Sin embargo, el 11 de mayo el defensor enfrentó al Manchester United, y a pesar de la derrota por 0-2, la actuación de Figueroa fue calificada de "brillante" por su entrenador Steve Bruce y por los hinchas del Club.
El 23 de diciembre de 2008, el Wigan compró de forma definitiva el pase del jugador quien había jugado a préstamo. Maynor firmó un contrato que lo ligó al equipo inglés hasta el 2012. Después de firmar dicho documento, el futbolista declaró: "Para mí, jugar en la Premier League siempre ha sido un sueño, y estoy realmente feliz de que Wigan me haya ofrecido la oportunidad de quedarme aquí".
El 11 de enero del 2009, anotó su primer gol en la Premier de Inglaterra. El tanto fue convertido de cabeza, luego de un tiro de esquina realizado por Ryan Taylor desde la banda derecha.
El 12 de diciembre de 2009, anotó un gol espectacular. Esto ocurrió en el encuentro que el Wigan empató (2-2) contra el Stoke City. Una falta a 61 yardas del terreno de juego le dio a Figueroa, la oportunidad de ver al arquero contrario bastante adelantado; y tenerse la confianza necesaria para batir con gran potencia (47.13 mph) y precisión al danés Sørensen desde ese punto. Los medios ingleses calificaron este gol como candidato al gol de la temporada, asimismo, lo compararon con el gol que David Beckham anotó en 1996 (51 yardas), y concluyeron que el gol del catracho fue mejor. Este gol se posiciona como el tercero anotado desde una gran distancia en la 'Premiership', solamente superado por el gol de Xabi Alonso el 20 de septiembre del 2006 (Liverpool vs Newscastle) y el gol anotado por Paul Robinson desde unas 85 yardas el 17 de marzo del 2007 (Spurs vs Watford).

### Hull City

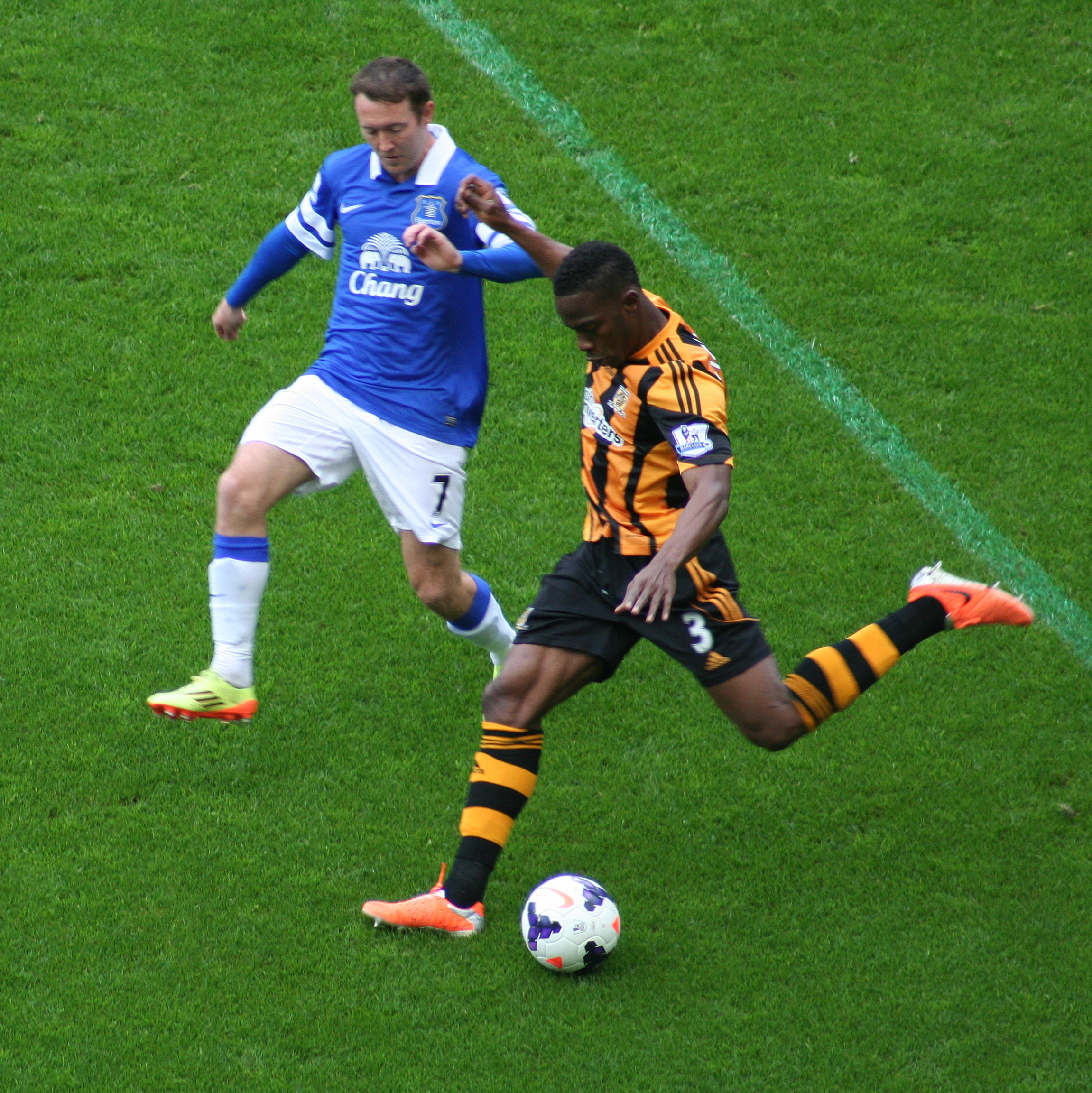
Maynor Figueroa durante un juego con el Hull City en 2014.

En junio de 2013 se anuncia su fichaje por el Hull City de la Liga Premier.
Tras haber jugado una temporada completa con el Hull City, en octubre de 2014 se anunció su fichaje en calidad de préstamo con duración de un mes por el Wigan Athletic de la Football League Championship.

### Estados Unidos
Tras su salida del Hull City, Figueroa ficha por el Colorado Rapids de la MLS norteamericana el 7 de agosto de 2015.
Luego jugaría tres temporadas por el FC Dallas y dos por el Houston Dynamo, club en que fue liberado al término de la temporada 2020.

## Selección nacional
Maynor Figueroa ha sido internacional con la Selección de fútbol de Honduras en numerosas oportunidades. Su primera participación en torneos oficiales fue durante la Copa UNCAF de 2003 contra Panamá.
Además fue partícipe de la eliminatoria rumbo a los Juegos Olímpicos de Atenas 2004 que se realizó en la ciudad de Guadalajara, donde la selección olímpica de Honduras perdió la clasificación a causa de la derrota ante Costa Rica.
Posteriormente Figueroa participó con la selección mayor en las eliminatorias rumbo al mundial de fútbol Alemania 2006 y en la Copa UNCAF 2007 celebrada en El Salvador, donde Honduras quedó quinto y únicamente clasificó a la Copa de Oro de la Concacaf al vencer a Nicaragua por 9-1.
En la Copa de Oro de la Concacaf 2007, Figueroa participó con buen suceso jugando como central por izquierda y haciendo pareja con Samuel Caballero. Honduras llegó a cuartos de final, siendo eliminada por Guadalupe.
El 4 de junio del 2008  fue parte del triunfo de Honduras por 4-0 sobre la selección de fútbol de Puerto Rico, rumbo a Sudáfrica 2010. Con este marcador y un subsiguiente empate ante la escuadra boricua, Honduras pasó a la siguiente ronda.
Maynor jugó el primer partido de la cuadrangular el 20 de agosto ante la Selección de Fútbol de México. En ese encuentro, el futbolista salió expulsado. Por esta razón, Figueroa no vio acción en el siguiente partido contra Canadá. Pero a su regreso, contribuyó para que Honduras clasificara a la Hexagonal Final de la Concacaf como primero del grupo.
El 5 de mayo de 2014 se anunció que Figueroa había sido convocado entre los 23 jugadores que disputarán la Copa Mundial de Fútbol de 2014 en Brasil con Honduras.

### Participaciones en Copas de Oro
| Edición | Sede                  | Resultado        | Part. | Goles |
| ------- | --------------------- | ---------------- | ----- | ----- |
| 2005    | Estados Unidos        | Tercer puesto    | 5     | 1     |
| 2007    | Estados Unidos        | Cuartos de final | 4     | 0     |
| 2011    | Estados Unidos        | Cuarto puesto    | 0     | 0     |
| 2015    | Estados Unidos Canadá | Fase de grupos   | 3     | 0     |
| 2017    | Estados Unidos        | Cuartos de final | 4     | 0     |

### Participaciones en Copas del Mundo
| Edición | Sede      | Resultado    | Part. | Goles |
| ------- | --------- | ------------ | ----- | ----- |
| 2010    | Sudáfrica | Primera fase | 3     | 0     |
| 2014    | Brasil    | Primera fase | 3     | 0     |

### Goles internacionales
| Fecha                 | Lugar                          | Rival             | Goles | Resultado | Competición                 |
| --------------------- | ------------------------------ | ----------------- | ----- | --------- | --------------------------- |
| 6 de julio de 2005    | Miami Orange Bowl, Miami       | Trinidad y Tobago | 1-1   | 1-1       | Copa Oro 2005               |
| 10 de octubre de 2006 | Estadio Herndon, Atlanta       | Guatemala         | 1-0   | 2-1       | Amistoso                    |
| 15 de octubre de 2013 | Parque Independencia, Kingston | Jamaica           | 2-1   | 2-2       | Clasificatorias Brasil 2014 |
| 14 de octubre de 2014 | Estadio FAU, Boca Ratón        | Estados Unidos    | 1-1   | 1-1       | Amistoso                    |

## Estadísticas
Actualizado al último partido disputado el 11 de noviembre de 2020.
| Victoria Honduras |               |               |     |    |    |   |    |     |     |    |
| 1.ª | 2000-01       |               |     |    |    |   |    |     |     |    |
| 1.ª | 2001-02       |               |     |    |    |   |    |     |     |    |
| Total club |               |               |     |    |    |   |    |     |     |    |
| Olimpia Honduras |               |               |     |    |    |   |    |     |     |    |
| 1.ª | 2002-03       |               |     |    |    |   |    |     |     |    |
| 1.ª | 2003-04       |               |     |    |    |   |    |     |     |    |
| 1.ª | 2004-05       |               |     |    |    |   |    |     |     |    |
| 1.ª | 2005-06       |               |     |    |    |   |    |     |     |    |
| 1.ª | 2006-07       |               |     |    |    |   |    |     |     |    |
| 1.ª | 2007-08       |               |     |    |    |   |    |     |     |    |
| Total club |               |               |     |    |    |   |    |     |     |    |
| Wigan Athletic Inglaterra |               |               |     |    |    |   |    |     |     |    |
| 1.ª | 2007-08       | 2             | 0   | 0  | 0  | - | -  | 2   | 0   |    |
| 1.ª | 2008-09       | 38            | 1   | 3  | 0  | - | -  | 41  | 1   |    |
| 1.ª | 2009-10       | 35            | 1   | 3  | 0  | - | -  | 38  | 1   |    |
| 1.ª | 2010-11       | 33            | 1   | 6  | 0  | - | -  | 39  | 1   |    |
| 1.ª | 2011-12       | 38            | 0   | 1  | 0  | - | -  | 39  | 0   |    |
| 1.ª | 2012-13       | 33            | 1   | 8  | 2  | - | -  | 41  | 3   |    |
| 2.ª | 2014-15       | 6             | 0   | 0  | 0  | - | -  | 6   | 0   |    |
| Total club | Total club    | 185           | 4   | 21 | 2  | 0 | 0  | 206 | 6   |    |
| Hull City Inglaterra |               |               |     |    |    |   |    |     |     |    |
| 1.ª | 2013-14       | 32            | 0   | 6  | 0  | - | -  | 38  | 0   |    |
| 1.ª | 2014-15       | 3             | 0   | 2  | 0  | 2 | 0  | 7   | 0   |    |
| Total club | Total club    | 35            | 0   | 8  | 0  | 2 | 0  | 45  | 0   |    |
| Colorado Rapids Estados Unidos |               |               |     |    |    |   |    |     |     |    |
| 1.ª | 2015          | 10            | 1   | 0  | 0  | - | -  | 10  | 1   |    |
| Total club | Total club    | 10            | 1   | 0  | 0  | 0 | 0  | 10  | 1   |    |
| FC Dallas Estados Unidos |               |               |     |    |    |   |    |     |     |    |
| 1.ª | 2016          | 32            | 0   | 3  | 0  | 3 | 1  | 38  | 1   |    |
| 1.ª | 2017          | 26            | 3   | 1  | 0  | 3 | 0  | 30  | 3   |    |
| 1.ª | 2018          | 16            | 4   | 2  | 0  | 2 | 0  | 20  | 0   |    |
| Total club | Total club    | 74            | 4   | 6  | 0  | 8 | 1  | 88  | 4   |    |
| Houston Dynamo Estados Unidos |               |               |     |    |    |   |    |     |     |    |
| 1.ª | 2019          | 25            | 0   | 0  | 0  | 4 | 0  | 29  | 0   |    |
| 1.ª | 2020          | 20            | 2   | 0  | 0  | - | -  | 20  | 2   |    |
| Total club | Total club    | 45            | 2   | 0  | 0  | 4 | 0  | 49  | 2   |    |
| Total carrera | Total carrera | Total carrera | 349 | 11 | 35 | 2 | 14 | 1   | 398 | 13 |
| (1) Incluye datos de la FA Cup, la Copa de la Liga de Inglaterra y la US Open Cup (2) Incluye datos de la Liga Europa de la UEFA y la Liga de Campeones de la Concacaf |               |               |     |    |    |   |    |     |     |    |

## Palmarés

### Títulos nacionales
| Título                              | Club                   | País           | Año     |
| ----------------------------------- | ---------------------- | -------------- | ------- |
| Liga Nacional de Fútbol de Honduras | Club Deportivo Olimpia | Honduras       | 2006-08 |
| FA Cup                              | Wigan Athletic         | Inglaterra     | 2012-13 |
| Lamar Hunt U.S. Open Cup            | FC Dallas              | Estados Unidos | 2016    |
| MLS Supporters' Shield              | FC Dallas              | Estados Unidos | 2016    |